# Ковачевич, Стивен
Стивен Ковачевич (англ. Stephen Kovacevich, 17 октября 1940, Лос-Анджелес) — американский пианист и дирижёр.

## Биография
Отец — хорват, мать — американка. Во втором замужестве матери получил по отчиму фамилию Бишоп, под которой и начал музыкальную карьеру. Поскольку его путали с джазовым певцом и гитаристом Стивеном Бишопом, в 1975 он сменил фамилию на Бишоп-Ковачевич, а в 1991 — просто на Ковачевич.
Дебютировал как пианист в 11 лет в Сан-Франциско. В 14 он исполнил концерты Равеля и Шумана с симфоническим оркестром Сан-Франциско. В 1959 отправился в Лондон, где учился у Майры Хесс. С тех пор живёт в Великобритании (в настоящее время — в Хампстеде).
В 1961 блестяще дебютировал в Вигмор-холле, исполнив Сонату Берга, три прелюдии Баха и Вариации на тему Диабелли Бетховена. В туре по Великобритании выступал с Жаклин Дю Пре. В 1967 дебютировал в Нью-Йорке, гастролировал в США, Австралии, Новой Зеландии, Латинской Америке, Китае.
В 1984 выступил как дирижёр с симфоническим оркестром Хьюстона. В 1990—1993 — музыкальный директор Ирландского камерного оркестра.

## Личная жизнь
С 1961 по 1967 год был женат на писательнице и психотерапевте Бернадин Бишоп (урождённая Уолл). В браке родились двое сыновей — Мэтт Бишоп и Фофф Бишоп. В 1970-х состоял в отношениях с пианисткой Мартой Аргерих, у них есть дочь Стефани.

## Репертуар
Ядро его пианистического и дирижёрского репертуара — сочинения Моцарта, Бетховена, Шуберта, Шопена, Брамса, Бартока. Исполняет также произведения Стравинского, Типпетта, Такемицу и др.

## Творческое сотрудничество
Исполнял камерную музыку вместе с Жаклин Дю Пре, Мартой Аргерих, Стивеном Иссерлисом, Найджелом Кеннеди, Линном Харреллом, Сарой Чанг, Чон Кён Хва, Готье и Рено Капюсоном, Эммануэлем Паю, Трульсом Мёрком, Алиной Ибрагимовой.
Дирижировал камерным оркестром London Mozart Players, Королевским филармоническим оркестром Ливерпуля, Ванкуверским симфоническим оркестром, Монреальским симфоническим оркестром и др.

## Педагогическая деятельность
Много лет даёт мастер-классы в Международной летней школе в Дартингтон-холле.